# Stilfontein
Stilfontein este un oraș din Africa de Sud.